# Frederick North, 2. Earl of Guilford

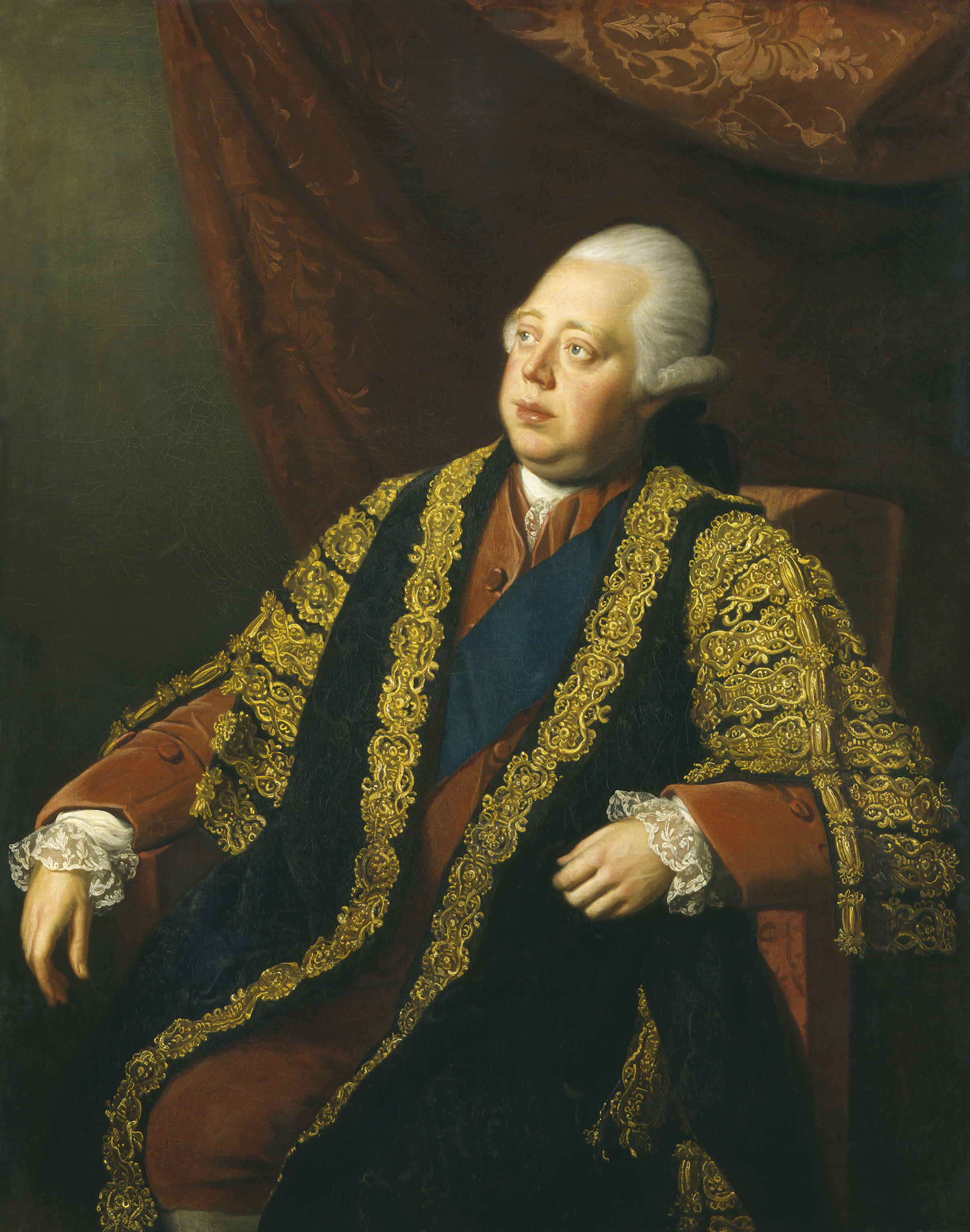
Frederick North, 2. Earl of Guilford

Frederick North, 2. Earl of Guilford KG PC (* 13. April 1732 in London; † 5. August 1792 ebenda), von 1752 bis 1790 bekannt unter dem Höflichkeitstitel Lord North, war ein englischer Politiker. Von 1770 bis 1782 war er Premierminister von Großbritannien und einer der Hauptakteure im Konflikt um die amerikanische Unabhängigkeit.

## Leben
Frederick North war der Sohn von Francis North, 1. Earl of Guilford (1704–1790) und dessen erster Gattin Lady Lucy Montague († 1734). Er wurde am Eton College und am Trinity College in Oxford ausgebildet.
Er war von 1754 bis 1790 für Banbury Mitglied des House of Commons und war erstmals als junior Lord of the Treasury seit dem 2. Juli 1759 in der Newcastle-Pitt-Koalition an der Regierung beteiligt.
Im Dezember 1767 wurde er Nachfolger von Charles Townshend als Schatzkanzler. Als Augustus FitzRoy, 3. Duke of Grafton, als Premierminister zurücktrat, bildete North am 28. Januar 1770 eine neue Regierung. Ab 1778 war er Lord Warden of the Cinque Ports. Er trat am 27. März 1782 als Premierminister infolge der britischen Niederlage bei der Schlacht von Yorktown ein Jahr zuvor zurück. Das Schwergewicht seiner Regierungszeit lag zunächst auf den wachsenden Problemen in den amerikanischen Kolonien und später auf dem Amerikanischen Unabhängigkeitskrieg.

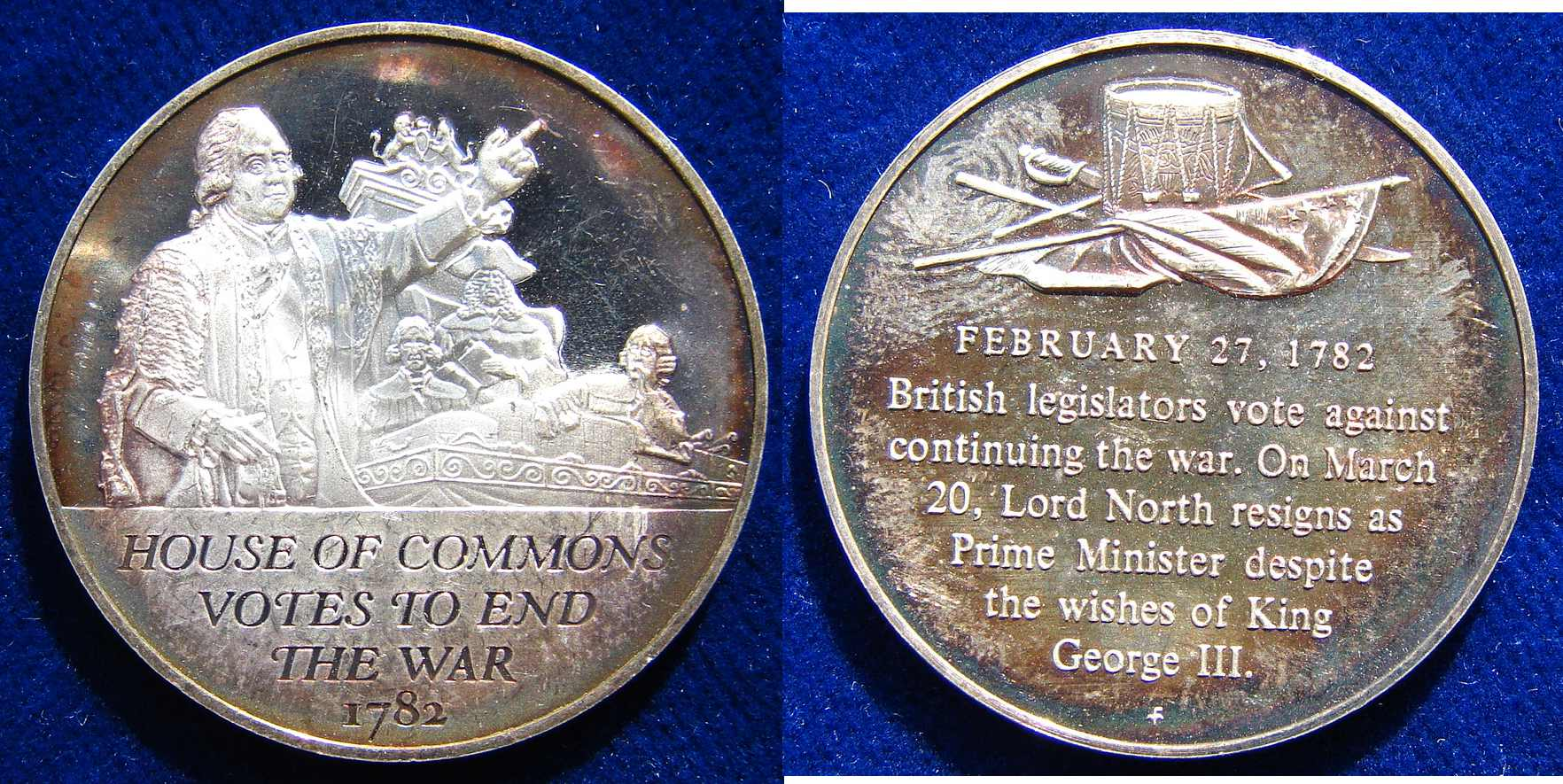
Moderne Medaille zur Erinnerung an den Misstrauensantrag des House of Commons gegen Lord North am 27. Februar 1782. Damit wurde der Amerikanische Unabhängigkeitskrieg beendet.

Im April 1783 kehrte North als Innenminister in der ungleichen Koalition mit dem radikalen Whig-Führer Charles James Fox unter der offiziellen Führung von William Henry Cavendish-Bentinck, 3. Duke of Portland, an die Macht zurück. König George III., der Fox verabscheute, verzieh diesen beabsichtigten Verrat nie, und North war nicht wieder in der Regierung tätig, nachdem er im Dezember 1783 aus ihr ausgeschieden war.
Er gab seinen Sitz im Unterhaus 1790 auf, nachdem er erblindet war. Im selben Jahr trat er die Nachfolge seines Vaters als Earl of Guilford an und war damit bis zu seinem Tod Mitglied des House of Lords.

## Ehe und Nachkommen
Seit dem 20. Mai 1756 war er mit Anne Speke verheiratet. Mit ihr hatte er sechs Kinder:
- Charlotte North († 1849)
- Anne North († 1832)
- George North, 3. Earl of Guilford (1757–1802)
- Catherine Anne North (1760–1817)
- Francis North, 4. Earl of Guilford (1761–1817)
- Frederick North, 5. Earl of Guilford (1766–1827)